# Morone mississippiensis
A Morone mississippiensis a sugarasúszójú halak (Actinopterygii) osztályának sügéralakúak (Perciformes) rendjébe, ezen belül a Moronidae családjába tartozó faj.

## Előfordulása
A Morone mississippiensis előfordulási területe Észak-Amerika. A következő vizekben található meg: a Michigan-tóban, a Mississippi- és a Pearl River-vízrendszerekben, valamint azokban a folyókban és patakokban, amelyek a Mexikói-, a Mobile- és a Galveston-öblökbe ömlik.

## Megjelenése
Ez a hal általában 23,9 centiméter hosszú, azonban 46 centiméteresre is megnőhet.

## Életmódja
Mérsékelt övi és szubtrópusi halfaj, amely édesvízben él. A fiatal kis rákokkal, rovarokkal és azok lárváival táplálkozik. A felnőtt teljesen halevő; mindenféle halat felfal, ha az belefér a kitágítható szájába; legfőbb zsákmányai a kalászhalak és alózák.
Legfeljebb 7 évig él.

## Képek

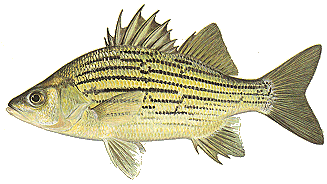
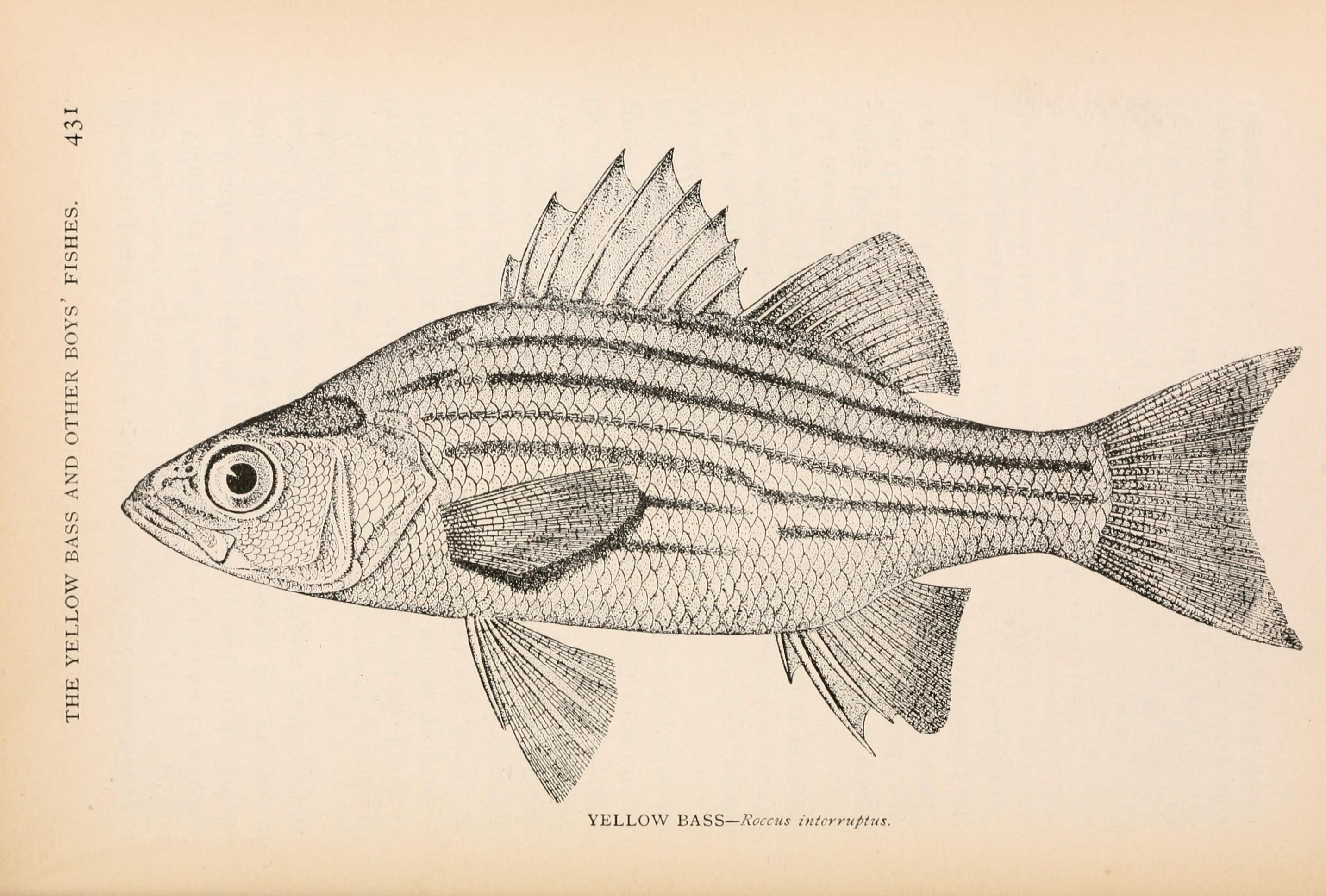

## Felhasználása
Csak a sporthorgászok fogják ki.